# Glenea grisescens
Glenea grisescens är en skalbaggsart som beskrevs av Aurivillius 1914. Glenea grisescens ingår i släktet Glenea och familjen långhorningar.
Artens utbredningsområde är Rwanda. Inga underarter finns listade i Catalogue of Life.